# Stereochrome
Stereochrome é um EP de estréia da banda de rock brasileira Far From Alaska, lançado em 1 de outubro de 2012 com quatro faixas. O EP foi gravado e produzido por Dante Augusto no Estúdio Dosol em Natal, e co-produzido, mixado e masterizado por Chuck Hipolitho no Estúdio Costella, em São Paulo. O lançamento do EP foi recebido com bastante expectativa pelo público potiguar, o que acabou rendendo um reconhecimento ao primeiro single, "Thievery". O single também recebeu um vídeo promocional.

## Faixas
Todas as canções escritas e compostas por Emmily Barreto, Cris Botarelli, Rafael Brasil, Edu Figueira e Lauro Kirsch.
| N.º            | Título         | Duração |  |
| 1.             | "Thievery"     | 4:04    |  |
| 2.             | "Mama"         | 3:55    |  |
| 3.             | "New Heal"     | 4:31    |  |
| 4.             | "Monochrome"   | 7:02    |  |
| Duração total: | Duração total: | 19:32   |  |

## Créditos
- Emmily Barreto - vocal
- Cris Botarelli - sintetizador e vocal
- Rafael Brasil - guitarra
- Edu Filgueira - baixo e backing vocal
- Lauro Kirsch - bateria

### Pessoal técnico
- Gravado e produzido por: Dante Augusto no Estúdio Dosol (Natal)
- Co-produzido, mixado e masterizado por: Chuck Hipolitho no Estúdio Costella (São Paulo)
- Arte gráfica: Rafael Brasil